# Patryk Małecki
Patryk Adrian Małecki (Suwałki, 1. kolovoza 1988.), poljski nogometaš koji igra na poziciji napadača ili veznog igrača. 
Trenutačno igra u klubu Wisła Kraków.

### Reprezentativni golovi
| Broj                                                                | Datum              | Stadion                    | Protivnik | Pogodak | Rezultat | Natjecanje       |
| ------------------------------------------------------------------- | ------------------ | -------------------------- | --------- | ------- | -------- | ---------------- |
| 1.                                                                  | 20. siječnja 2010. | Nakhon Ratchasima, Tajland | Tajland   | 0:2     | 1:3      | Kup Kralja 2010. |
| 2.                                                                  | 23. siječnja 2010. | Nakhon Ratchasima, Tajland | Malezija  | 1:5     | 1:6      | Kup Kralja 2010. |
| * Golovi u reprezentaciji zadnji su put ažurirani 5. kolovoza 2016. |                    |                            |           |         |          |                  |